# Wang Phaya Thai

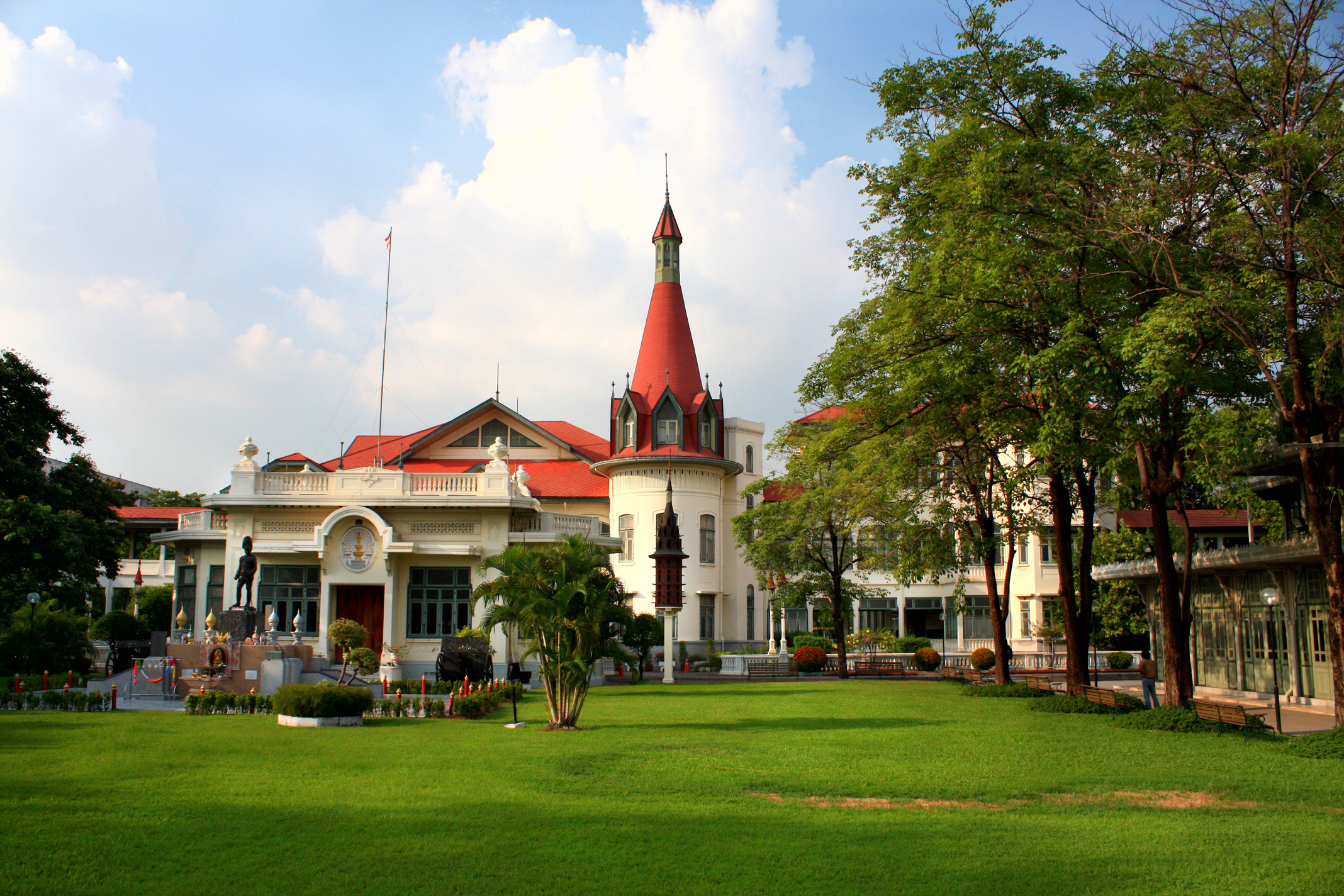
Phaya-Thai-Palast

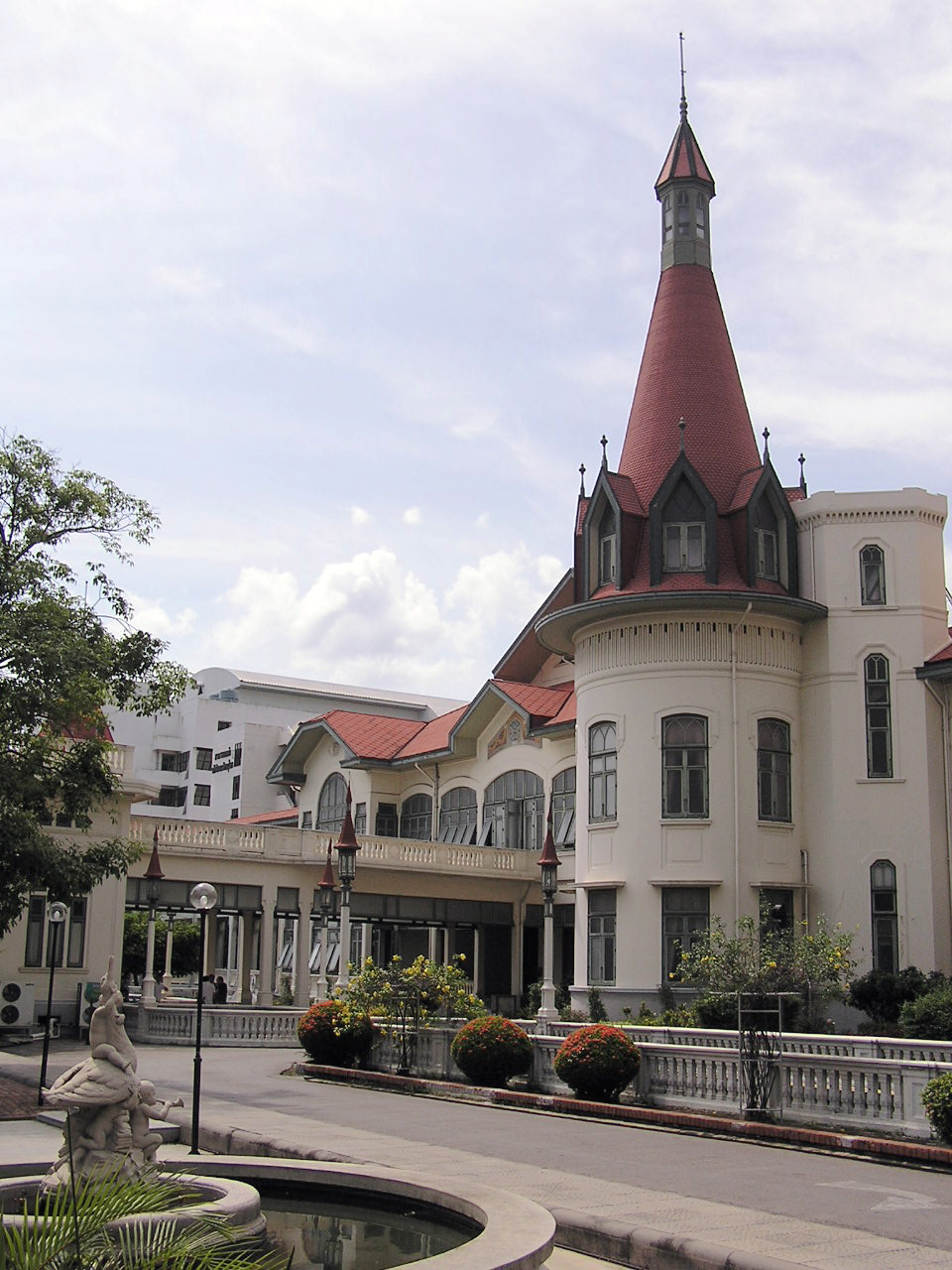
Die Phiman-Chakri-Thronhalle des Phaya-Thai-Palastes

Der Wang Phaya Thai (Thai: วังพญาไท, offizieller Name Phra Ratchawang Phaya Thai – พระราชวังพญาไท – deutsch Phaya-Thai-Palast; englisch Phya Thai Palace) ist ein ehemaliger Palast in Bangkok, der Hauptstadt von Thailand. Er ist heute Teil des Phra-Mongkutklao-Krankenhauses des thailändischen Heeres.

## Lage
Der Phaya Thai-Palast liegt zwischen dem Samsen-Kanal (คลองสามเสน – Khlong Samsen) und der Thanon Ratchawithi (ถนนราชวิถี – Ratchawithi-Straße) im Bezirk (Khet) Ratchathewi im Nordosten des Zentrums von Bangkok. Nicht weit entfernt liegt das Siegesdenkmal (อนุสาวรีย์ชัยสมรภูมิ – Victory Monument).

## Geschichte
Nachdem der Dusit-Palast fertiggestellt worden war, ließ König Chulalongkorn (Rama V.) im Bezirk Dusit mehrere Straßen bauen, unter anderem die Thanon Sanghi (heute: Thanon Ratchawithi), die durch Obst- und Gemüsegärten entlang des Samsen-Kanals bis nach Thung Phaya Thai führte, zu jener Zeit eine Gegend mit Reisfeldern. König Chulalongkorn und Königin Saowabha gefiel diese Gegend, sie fühlten sich hier „auf dem Lande“, weit entfernt vom Stress des Großen Palastes. Im Jahr 1909 kaufte der König daher ein Gelände von Gemüsegärten und Reisfeldern in der Größe von 100 Rai (etwa 16 Hektar). Dort ließ er sich eine königliche Villa bauen, der er den Namen Phra Tamnak Phaya Thai gab (พระตำหนักพญาไท – „Phaya-Thai-Herrenhaus“).
Auf dem Palastgelände planten König und Königin einen landwirtschaftlichen Demonstrationsbetrieb einzurichten, um mit dem Anbau verschiedener Reis- und Gemüsesorten zu experimentieren und Leghorn-Hühner zu züchten. Später wurde auf diesem Gelände auch die alljährliche „Zeremonie des Ersten Pflügens“ durchgeführt. Leider starb König Chulalongkorn nur wenige Monate nach der offiziellen Einweihung.

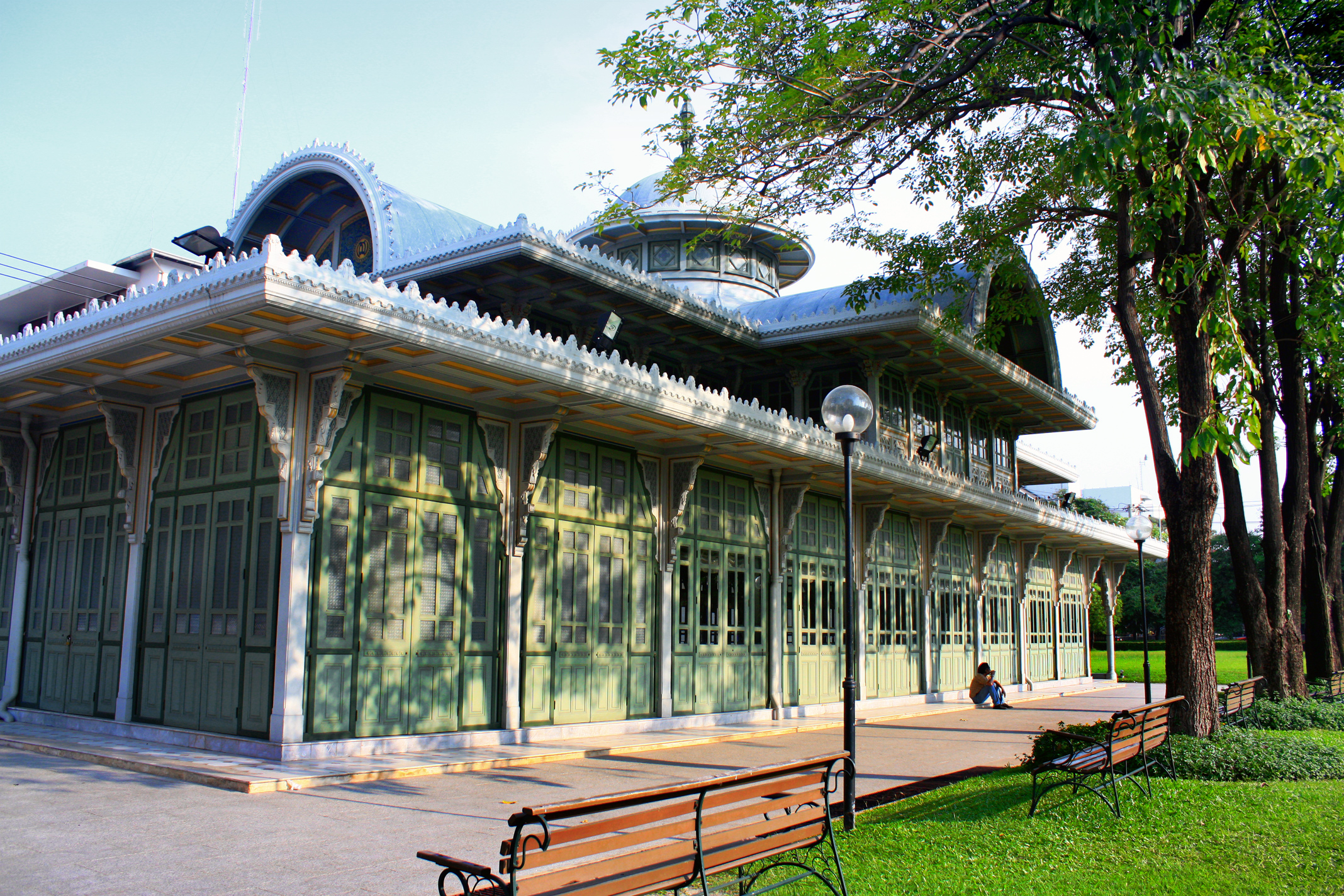
Die Thewarat-Saparom-Thronhalle

Auf Einladung von König Vajiravudh (Rama VI.) lebte Königin Saowabha zusammen mit vielen ihrer Verwandten, Prinzen und Prinzessinnen die folgenden zehn Jahre bis zu ihrem Tode im Jahr 1920 im Phaya-Thai-Palast. Danach ließ König Vajiravudh sämtliche Gebäude bis auf die Thewarat-Saparom-Thronhalle (พระที่นั่งเทวราชสภารมย์) abreißen. Einige Gebäude wurden in der Vajiravudh-Schule wieder aufgebaut, andere wurden Wat Rachathiwat als Kuti des Abtes gespendet. Anschließend errichtete der König zahlreiche neue Thronhallen, von denen vier Gebäude noch heute erhaltenen sind.
In einem rund 4000 Quadratmeter großen Teil des Palastgeländes ließ Vajiravudh ab 1919 eine Modellstadt namens Dusit Thani („himmlische Stadt“) anlegen, als deren „Chefplaner und -architekt“ er sich betätigte. Die Miniaturstadt beinhaltete Modelle im Maßstab 1:12 von wichtigen Gebäuden Bangkoks, aber auch nach westlichem Vorbild entworfener Einrichtungen wie einer Fabrik, eines Krankenhauses, eines Kinos, einer Moschee, einer Burg, eines Uhrenturms und eines Rathauses, sowie Geschäfte, Restaurants, ein Hotel, ein funktionierender Leuchtturm und elektrische Straßenbeleuchtung. Die „Stadt“, deren „Bürger“ ausgewählte Höflinge und Freunde des Königs waren, bekam eine Verfassung und gab zwei Zeitungen heraus. Es wurden Bürgermeisterwahlen abgehalten und zwei politische Parteien – erkennbar an blauen und roten Bändern – organisiert. Teilweise wird das Projekt als Versuch zur Vorbereitung der Einführung einer konstitutionellen oder gar demokratischen Regierungsform in Siam gedeutet. Andere Autoren schreiben es allein der Vorliebe des Königs für aufwändige Miniaturwelten zu und diagnostizieren bei ihm eine Art „Peter-Pan-Syndrom“. Bei einer Umgestaltung des Palastgeländes nach dem Tod Vajiravudhs ging Dusit Thani verloren.
König Vajiravudh lebte drei Jahre im Palast, bevor er 1925 verstarb. Nach seinem Tode richtete König Prajadhipok (Rama VII.) im Jahre 1926 in den Gebäuden zunächst das „Phya Thai Palace Hotel“ ein, später – im Jahr 1931 – sendete der erste Radiosender Thailands, die „Bangkok Radio Broadcasting Station At Phya Thai“ aus der Waikun-Halle. Schließlich übernahm das heutige Phra-Mongkutklao-Hospital das gesamte Gelände. Einige weniger wichtige Gebäude wurden abgerissen, um Platz zu machen für moderne Krankenhaus-Einrichtungen. 1971 wurde eine lebensgroße Statue zum Andenken an König Vajiravudh auf dem Gelände eingeweiht.

## Eindrücke vom Palastgelände

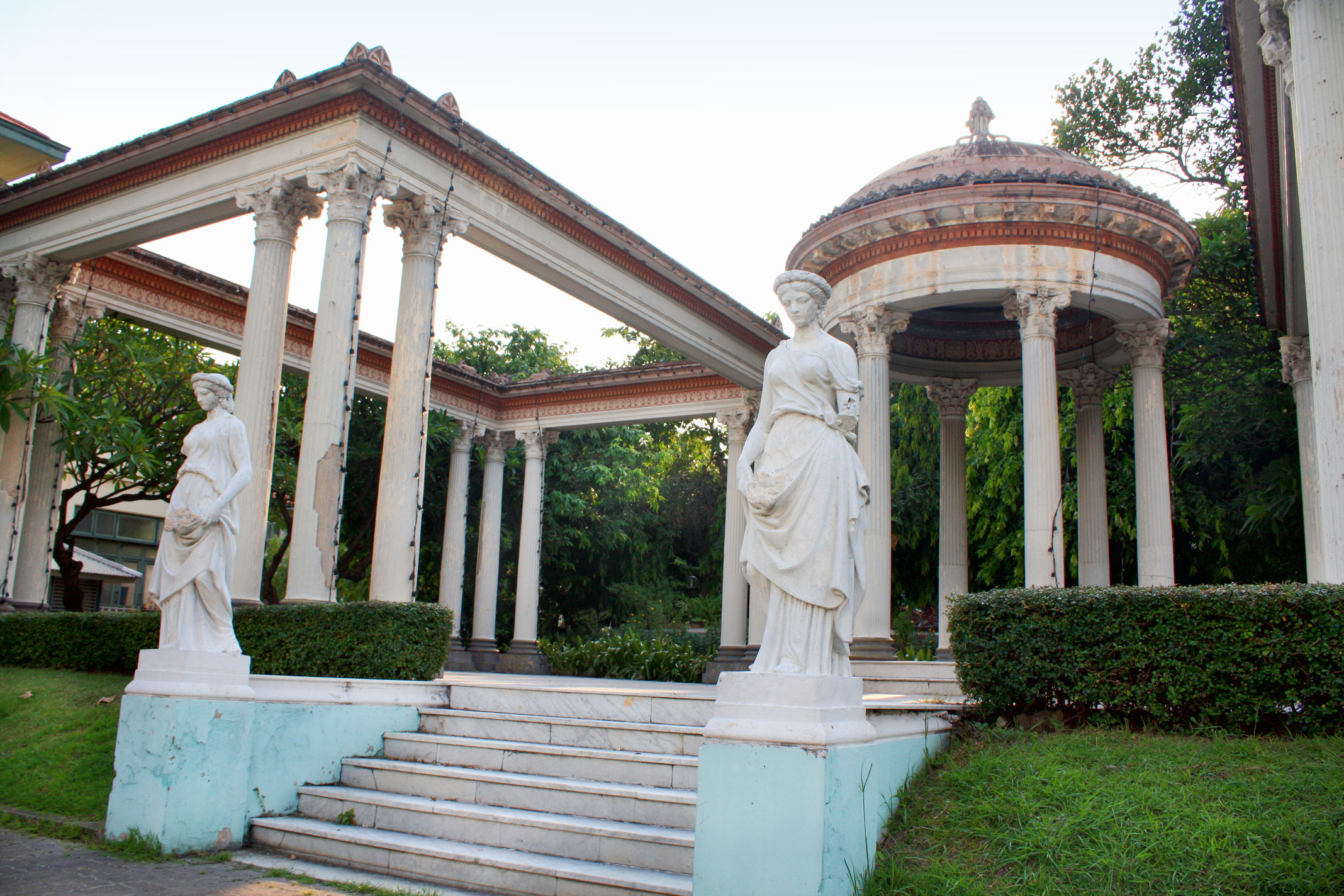
„Römischer Garten“: Theaterbühne des Königs Vajiravudh
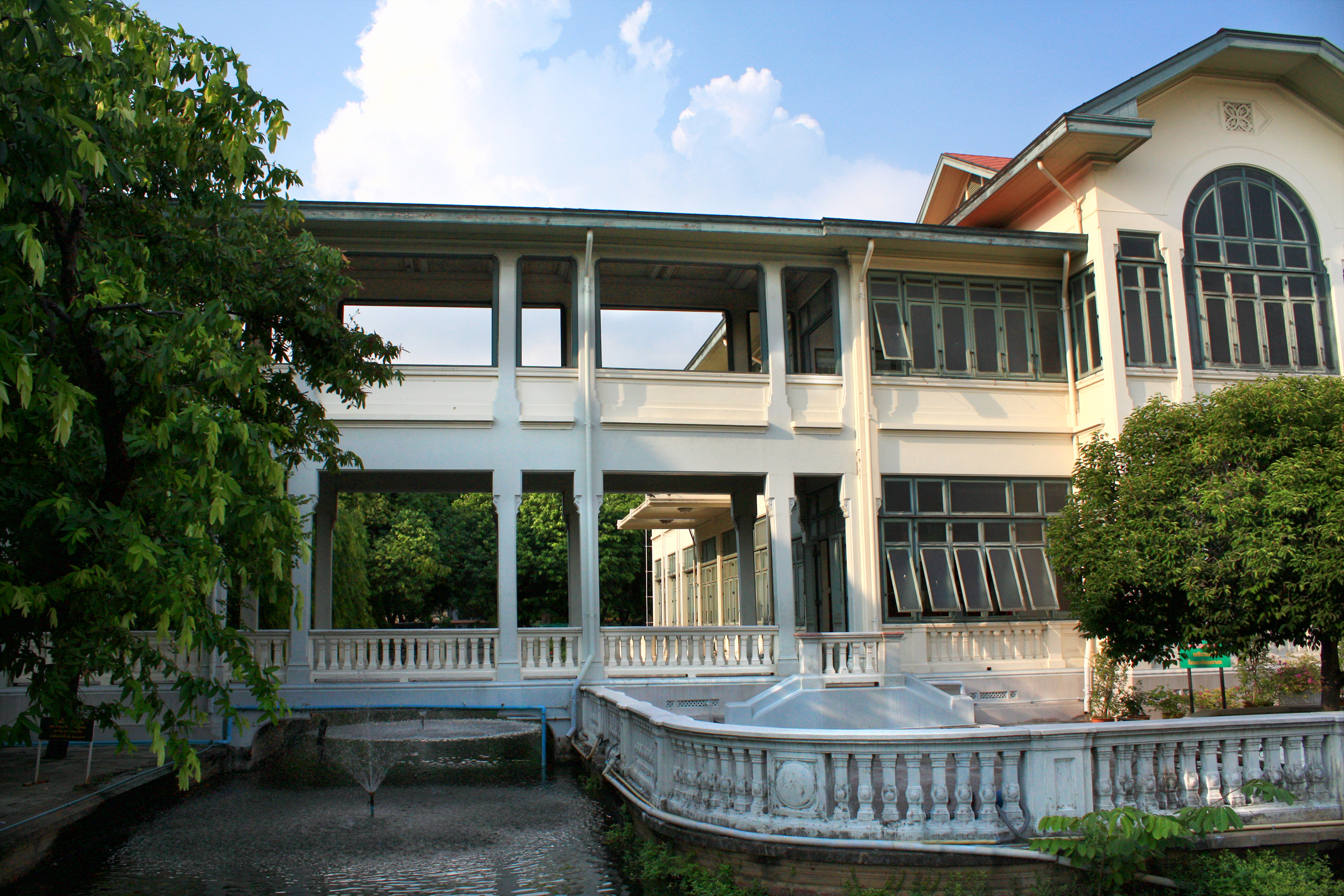
Überdachter Durchgang zwischen den Thronhallen
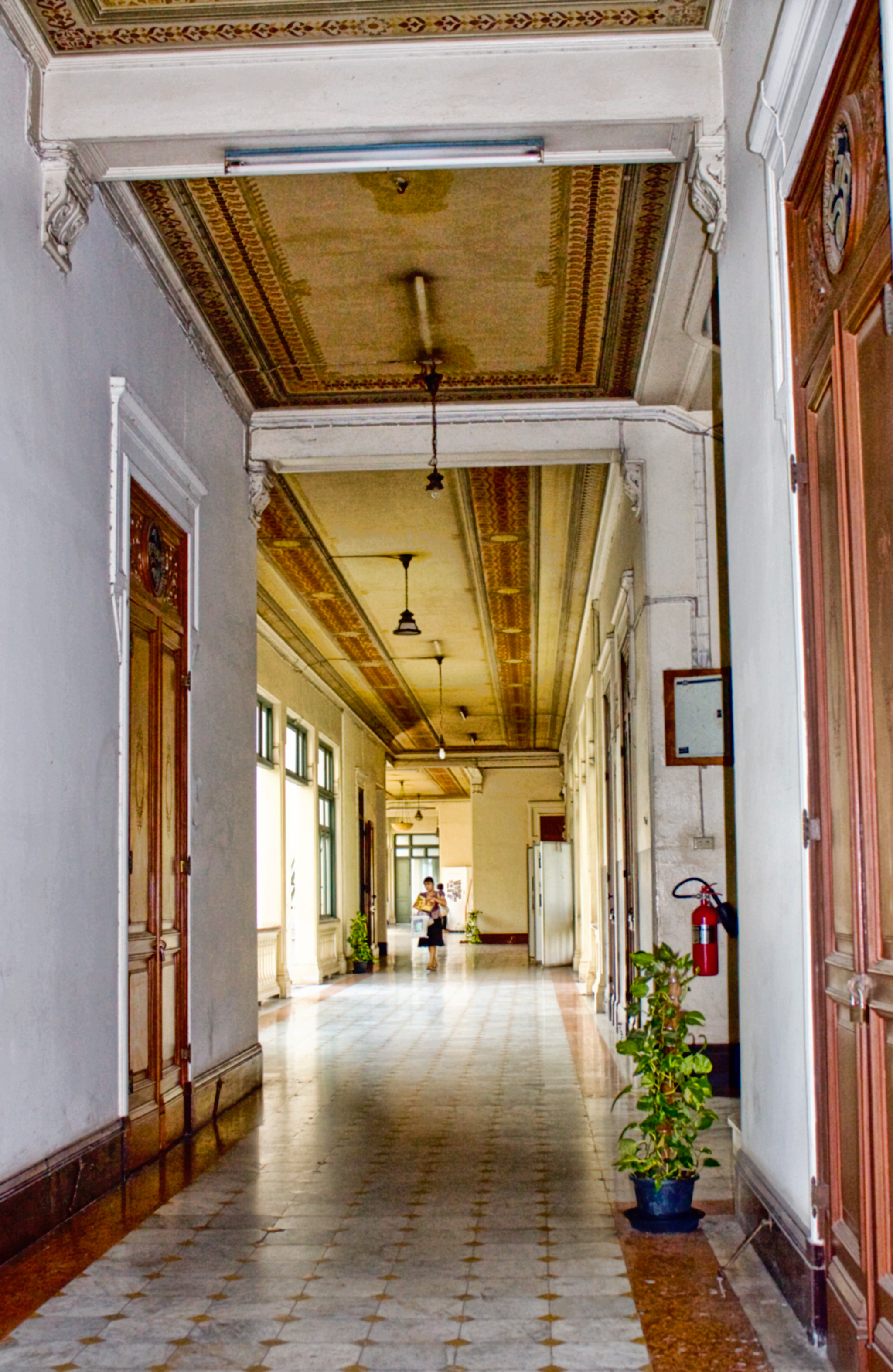
Flur in der Phiman-Chakri-Thronhalle
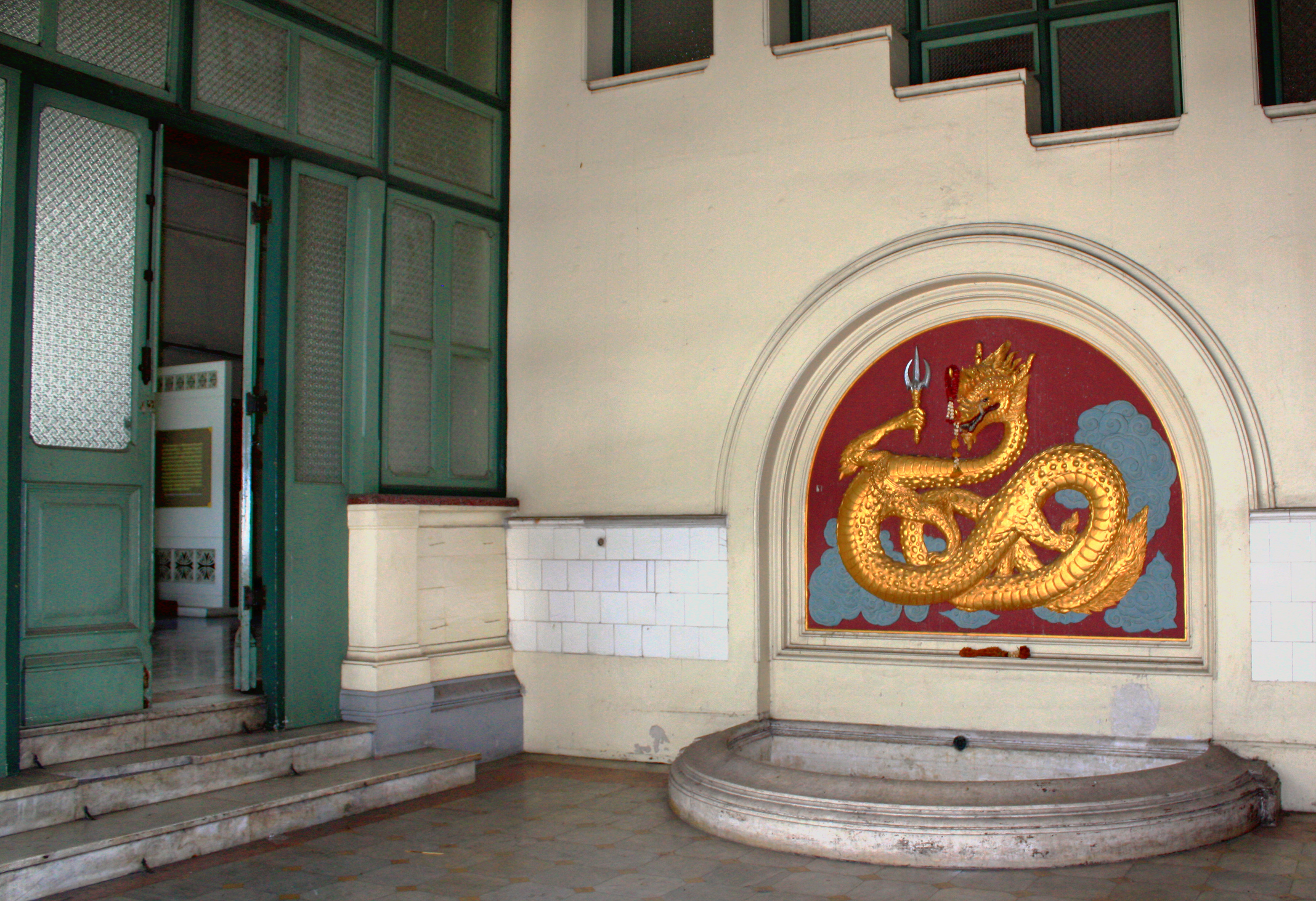
Relief von Prinz Naris: König Vajiravudh ist im Jahr der Schlange geboren